# 長沙灣政府合署

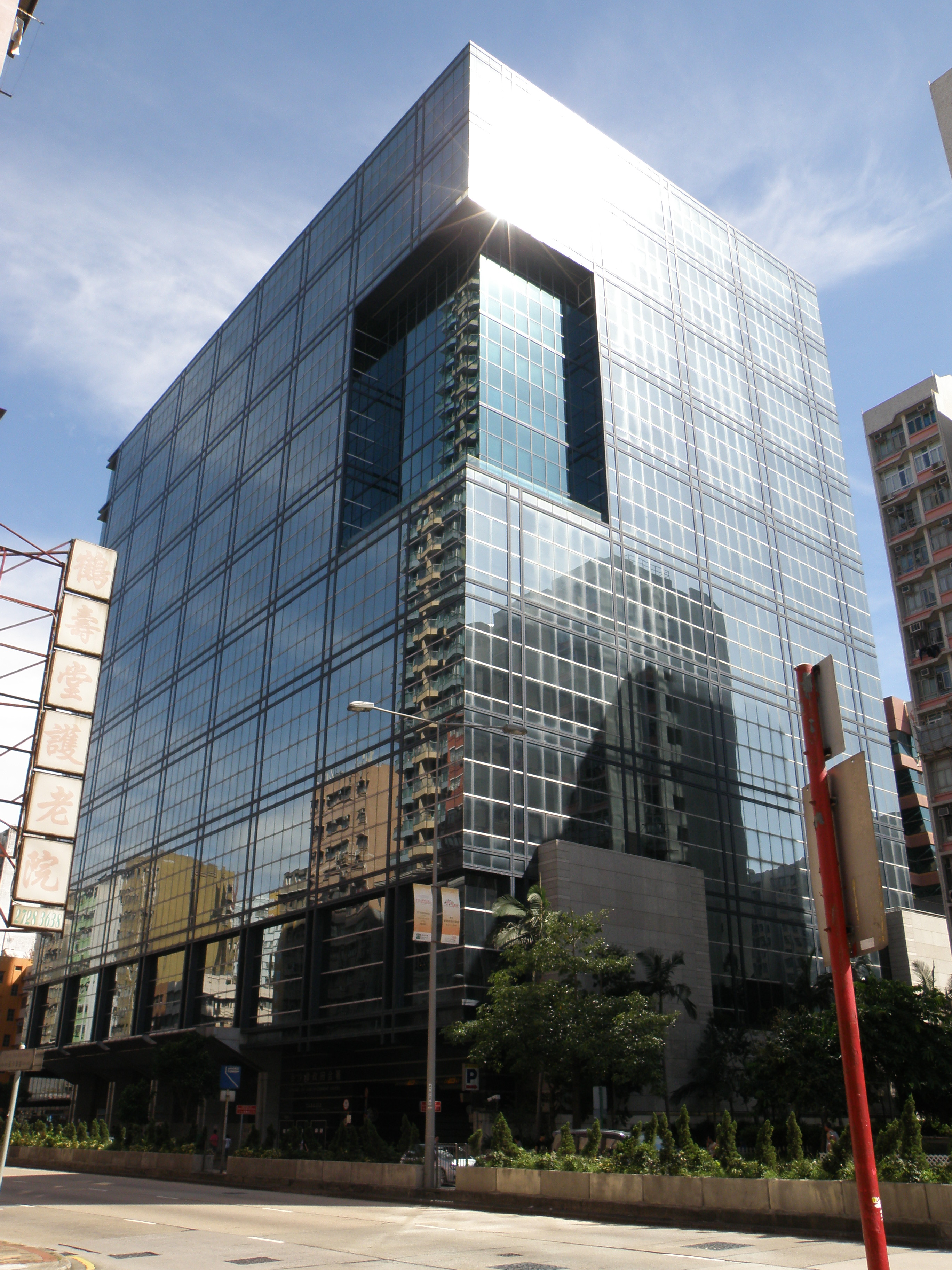
長沙灣政府合署，圖中可見中層設有空中平台

22°19′54″N 114°09′37″E / 22.331771°N 114.16033°E
長沙灣政府合署（英語：Cheung Sha Wan Government Offices）位於香港九龍深水埗長沙灣道303號，耗資11億元，於1999年11月落成，於2000年7月28日正式啟用，是香港島以外最大的香港政府部門辦公大樓。大樓由王董建築師事務有限公司設計，總承建商為協興建築。

## 歷史
大樓前身為前身為1927年建成的深水埗軍營及越南船民營的一部份，其後被收回並於1997年重新發展成現今的政府辦公大樓。而興建大樓的目的是取代廣東道政府合署及九龍西區4間老化的健康設施（分別為長沙灣賽馬會診療所、南山健康院、深水埗公立醫局和石硤尾健康院）。值得一提，大樓未落成之前，曾經一度將長沙灣郵政局大樓暨員工宿舍命名為長沙灣政府合署，直至大樓落成前約一年為止。
2000年7月28日，長沙灣政府合署正式啟用，由財政司司長曾蔭權主持開幕儀式。

## 大樓資料

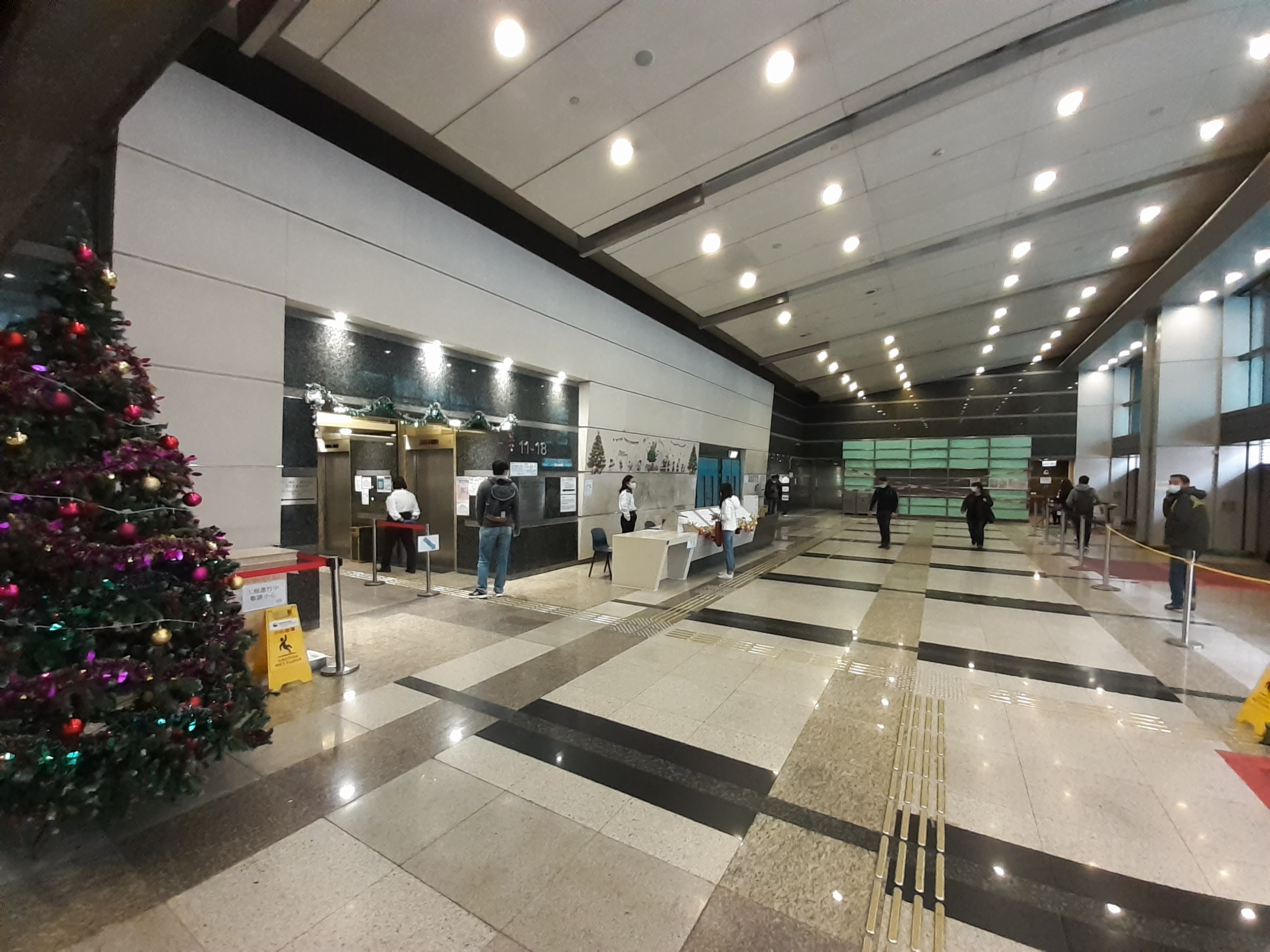
地下大堂

大樓樓高19層，內有多個政府部門的辦事處，包括：
- 民政事務總署 — 深水埗民政諮詢中心（地下）、深水埗民政事務處、深水埗區議會秘書處（4樓）
- 入境事務處、衞生署、食物環境衞生署聯合辦事處（死亡登記、火葬或土葬申請） — 入境事務處九龍死亡登記處、衞生署火葬許可證辦事處（九龍）、食環署長沙灣火葬預訂辦事處（1樓）
- 運輸署 — 九龍牌照事務處、駕駛考試排期事務處（2樓）
- 醫院管理局 — 西九龍健康中心（2-3樓，包括西九龍母嬰健康院、長沙灣皮膚科診所、為公務員及其家屬而設的牙科診所）
- 入境事務處 — 人事登記處（九龍辦事處）（3樓）（可通往西九龍中心）
- 漁農自然護理署（5-8樓，包括香港植物標本室和瀕危物種資源中心）
- 環境保護署（8樓）
- 勞工處（9-10樓，包括西九龍就業中心、小額薪酬索償仲裁處）[3]
- 在職家庭及學生資助事務處 - 學生資助處及尤德爵士紀念基金（10樓1008室、11-12樓）
- 社會福利署 — 深水埗社會保障辦事處（13樓1310室）
- 差餉物業估價署（13-18樓）

另外基座設有協康會長沙灣中心（社會福利署轄下的特殊幼兒中心）、仁濟醫院 (香港)－香港浸會大學中醫教研中心（西九龍）、醫院管理局轄下的西九龍普通科門診診所。
由於長沙灣政府合署興建前深水埗政府合署已經存在，縱使鄰近深水埗站，大樓仍以旁邊的長沙灣道而命名。
大樓曾經受鼠患困擾，不少政府部門文件及電線遭老鼠咬破。
2019年10月，時值香港反修例運動，長沙灣政府合署多次遭受示威者破壞。

## 外部連結
- 中原地圖上的長沙灣政府合署 （页面存档备份，存于）
- 1995-96立法局文件 財務委員會工務小組委員會 （页面存档备份，存于）
- 香港政府新聞公報 長沙灣政府合署正式啟用 （页面存档备份，存于）
- 千鼠攻陷政府合署 23/01/2007 太陽報 （页面存档备份，存于）